# Korban
Con korbàn (traslitterazione dell'ebraico קרבן, plurale קרבנות korbanòt, dalla radice קרב "avvicinare", "accostare" a Dio) si intende il sacrificio cruento (cioè che veniva macellato e/o distrutto tramite il fuoco) o incruento (cioè che non veniva distrutto ma offerto ai sacerdoti o al Tempio di Gerusalemme) proprio dell'antica religione ebraica.
Il Tanakh (Bibbia ebraica) e in particolare la Torah riportano la descrizione dei sacrifici (soprattutto bestiame e volatili ma anche minerali, vegetali e libagioni di vino ed acqua) che venivano offerti a Dio dagli ebrei sia  nell'antica condizione nomade e semi-nomade sia all'interno del culto del primo e del secondo Tempio di Gerusalemme. Nel 70 d.C., con la distruzione del secondo Tempio, la religione ebraica non è più caratterizzata da questi sacrifici. 

## Caratteristiche
Secondo i testi ebraici già i patriarchi offrivano sacrifici a Dio, presenti peraltro nelle altre religioni dell'antico oriente. Con l'istituzione del sacerdozio ebraico (inizialmente attribuito a Mosè) e del Tempio le persone deputate allo svolgimento dei sacrifici furono i soli sacerdoti (kohanim).
Oggetto del sacrificio erano preferibilmente animali, ma anche vegetali, vino, olio, sale, incenso, grasso animale. Nel caso di sacrifici di animali venivano offerte solo determinate specie, considerate pure, in particolare tori, capre, pecore, tortore e piccioni. Non erano offerti p.es. pesce, cacciagione, cammelli e asini. L'animale doveva essere maschio, senza difetto, preferibilmente adulto. Nell'olocausto l'animale veniva offerto interamente a Dio, negli altri tipi di sacrifici animali questi venivano macellati e suddivisi tra i sacerdoti e, in alcuni casi, l'offerente.
Il luogo deputato al sacrificio era l'altare del tempio di Gerusalemme. Per alcuni sacrifici l'altare veniva spruzzato col sangue dell'animale offerto. Il tempo del sacrificio era particolarmente legato alle determinate festività ebraiche, ma anche ad eventi e ricorrenze personali (p.es. nascita di un figlio, riparazione di un peccato).

## Tipi di sacrifici
Essendo una pratica cultuale caduta da millenni in disuso, non è nota con precisione la distinzione tra i vari tipi di sacrifici. Nei testi ebraici compaiono molti termini che talvolta sembrano riferirsi a un medesimo rito cultuale.
- olocausto (עלה, con nikud עֹלָה, 'olah, "salire, salire a"[1], le ceneri dell'animale "salgono" verso l'alto, probabilmente coincidente col kalil[senza fonte]): nella torah è il primo sacrificio menzionato per nome[2], l'animale veniva completamente bruciato.
- sacrificio cruento (zebaḥ): prevedeva la macellazione-smembramento dell'animale.
- sacrificio di chiusura o pace o adempimento (plurale שלמים zebaḥ ṡelamim): forse indicava il banchetto liturgico nel quale ci si cibava della vittima del sacrificio.
- sacrificio di ringraziamento (todàh): in adempimento a un voto.
- sacrificio volontario: un sacrificio di ringraziamento nel quale l'offerta votiva era scelta dal richiedente.
- sacrificio di elevazione (terumàh): l'offerta veniva oscillata verticalmente dal sacerdote.
- sacrificio di oscillazione o agitazione (tenufàh): l'offerta veniva oscillata/agitata orizzontalmente dal sacerdote.
- sacrificio del peccato (חטאת ḥaṭṭa't): l'offerente appoggiava le mani sulla vittima trasmettendogli i suoi peccati.
- sacrificio della colpa (אשם 'ashàm). Non è chiara la distinzione col sacrificio del peccato. Poteva anche consistere in offerte di denaro.
- tamid: veniva offerto quotidianamente nel tempio, mattina e sera.
- oblazione (minhà): farina, focacce azzime, spighe di grano, olio o incenso venivano offerti al sacerdote e una parte veniva bruciata.
- libagioni di vino e olio: non costituivano sacrifici a sé ma venivano versati sulle vittime immolate.
- sacrificio di Pasqua: agnello mangiato in famiglia in occasione della Pasqua.

Probabilmente per cruento si intende il korban, come l'olah, completamente bruciato per Dio; un fuoco celeste accompagnava l'"arrostimento" del korban.
Alcuni korbanot potevano essere mangiati anche dalle famiglie e dai servi dei Cohanim, altri in tutta la città e/o cotti in modi diversi.